# 神奈川県道738号・静岡県道337号仙石原新田線
神奈川県道738号・静岡県道337号仙石原新田線（かながわけんどう738ごう・しずおかけんどう337ごう せんごくはらしんでんせん）は、神奈川県足柄下郡箱根町と静岡県裾野市を結ぶ一般県道。神奈川県内は未舗装区間となっており、自動車では通行できない登山道も含まれる。

## 概要
- 起点：神奈川県足柄下郡箱根町仙石原 信号無交差点（芦ノ湖スカイライン接続）
- 終点：静岡県裾野市深良 深良新田交差点（国道246号接続）[1]
- Google マップ - 自動車通行可能区間のみ

## 通過する自治体
- 神奈川県足柄下郡箱根町
- 静岡県
  - 裾野市 - 御殿場市 - 裾野市

※終点付近でわずかに（0.4km[1]）御殿場市を通過する区間がある。

## 経路および交差・接続する道路・河川
- 神奈川県足柄下郡箱根町
  - 信号無交差点（仙石原）（芦ノ湖スカイライン）
  - （神奈川県道737号長尾芦川線と途中まで重複）
- 静岡県裾野市
  - 湖尻峠（芦ノ湖スカイライン本線・箱根スカイライン）
  - 交差点（駿東広域農道）
- 静岡県御殿場市
- 静岡県裾野市
  - 岩波駅北交差点（静岡県道394号沼津小山線）
  - 深良新田交差点（国道246号）

## 周辺の施設・地理

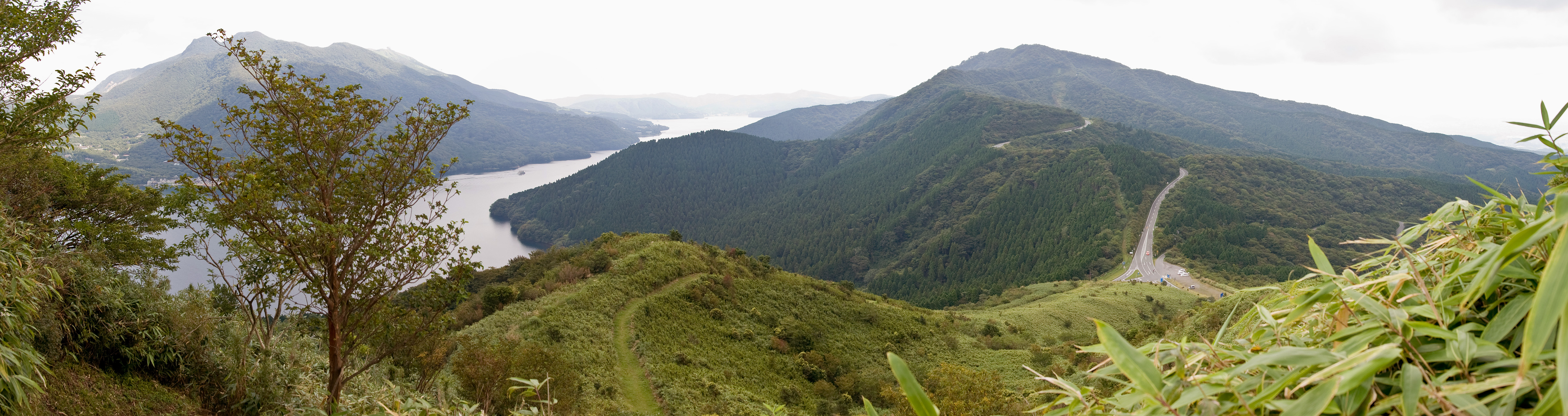
湖尻峠(右)と芦ノ湖

- 芦ノ湖
- 芦ノ湖キャンプ村
- 湖尻峠
- 深良用水

## 参照・出典
1. 1 2  
道路交通情勢調査(道路交通センサス）p.36 - ウェイバックマシン（2016年3月4日アーカイブ分）、静岡県